# Руморид
Флавий Руморид (на латински: Flavius Rumoridus) е политик и генерал от франкски произход на Западната Римска империя през края на 4 и началото на 5 век.
Руморид е франк и езичник. Става comes по времето на император Грациан. През 402 г. се бие против Аларих I. През 403 г. консул на Запад. На Изток консул е император Теодосий II.